# خور تهمادون
خور تهمادون یک خور در نزدیکی بردخون در استان بوشهر است. جزیره تهمادون در مجاور این خور قرار دارد. این خور بخشی از پارک ملی دریایی نخیلو است.